# 1999-es Busch Series
Az 1999-es NASCAR Busch Series volt a sorozat tizennyolcadik szezonja. Az idény során harminckét versenyt rendeztek a Winston Cup betétfutamaiként. A bajnok sorozatban másodszor Dale Earhardt, Jr. lett, Jeff Green és Matt Kenseth előtt. Az év legjobb újonca-címet Tony Raines nyerte el.

## Teljes szezonos versenyzők és csapatok
| Csapat                        | Autó                  | #  | Versenyző               | Tulajdonos          | Versenymérnök       |
| ----------------------------- | --------------------- | -- | ----------------------- | ------------------- | ------------------- |
| Akins-Sutton Motorsports      | Ford Taurus           | 38 | Glenn Allen, Jr.        | Brad Akins          | Dean Johnson        |
| Akins-Sutton Motorsports      | Ford Taurus           | 98 | Elton Sawyer            | Brad Akins          | Ricky Viers         |
| AllCar Racing                 | Chevrolet Monte Carlo | 22 | Jimmy Kitchens          | Dave Carroll        | Todd Lohse          |
| Andy Petree Racing            | Chevrolet Monte Carlo | 15 | Ken Schrader            | Andy Petree         | N/A                 |
| BACE Motorsports              | Chevrolet Monte Carlo | 33 | Jason Jarrett           | Barbara Baumgardner | Gary Cogswell       |
| BACE Motorsports              | Chevrolet Monte Carlo | 74 | Tony Raines (Ú)         | Bill Baumgardner    | Steve Bird          |
| Bill Davis Racing             | Pontiac Grand Prix    | 93 | Dave Blaney             | Gail Davis          | Gil Martin          |
| Brewco Motorsports J&J Racing | Chevrolet Monte Carlo | 27 | Casey Atwood            | Tammy Brewer        | Kip McCord          |
| Brewco Motorsports J&J Racing | Chevrolet Monte Carlo | 37 | Kevin Grubb             | Clarence Brewer     | Terry Shirley       |
| Brewco Motorsports J&J Racing | Chevrolet Monte Carlo | 99 | Kevin Lepage            | Bill Papke          | Dan Gibbs           |
| Buckshot Racing               | Pontiac Grand Prix    | 00 | Larry Pearson           | Billy Jones         | Kenneth Campbell    |
| Cicci-Welliver Racing         | Chevrolet Monte Carlo | 34 | Mike McLaughlin         | Frank Cicci         | Jay Smith           |
| Cicci-Welliver Racing         | Pontiac Grand Prix    | 36 | Tim Fedewa              | Scott Welliver      | Vic Kangas          |
| Cicci-Welliver Racing         | Chevrolet Monte Carlo | 66 | Todd Bodine             | Jeffrey Welliver    | Donnie Richeson     |
| Curb/Agajanian Motorsports    | Chevrolet Monte Carlo | 43 | Shane Hall              | Don Stegall         | Gene Nead           |
| Dale Earnhardt, Inc.          | Chevrolet Monte Carlo | 3  | Dale Earnhardt, Jr.     | Dale Earnhardt      | Tony Eury, Sr.      |
| Diamond Ridge Motorsports     | Chevrolet Monte Carlo | 4  | Jeff Purvis             | Gary Bechtel        | Johnny Allen        |
| Excel Motorsports             | Chevrolet Monte Carlo | 56 | Jeff Krogh              | Molly Krogh         | Sammy Speaks        |
| Excel Motorsports             | Chevrolet Monte Carlo | 80 | Mark Krogh              | Robert Krogh        | Doug George         |
| Galaxy Motorsports            | Chevrolet Monte Carlo | 40 | Kerry Earnhardt (Ú)     | Doug Taylor         | Richard Lasater     |
| Grubb Motorsports             | Chevrolet Monte Carlo | 83 | Wayne Grubb             | William Grubb       | Bobby King          |
| GTS Motorsports               | Chevrolet Monte Carlo | 90 | Brad Loney              | Frederick Maggio    | Bob Johnson         |
| Hank Parker Racing            | Chevrolet Monte Carlo | 53 | Hank Parker Jr. (Ú)     | Hank Parker         | Dave McCarty        |
| Henderson Brothers Racing     | Chevrolet Monte Carlo | 75 | Kelly Denton (Ú)        | Charlie Henderson   | Ron Denton          |
| Hillin Racing                 | Chevrolet Monte Carlo | 8  | Bobby Hillin            | Robert Hayes        | Steve Hibbard       |
| HVP Motorsports               | Chevrolet Monte Carlo | 63 | Chuck Bown              | Hubert Hensley      | Jeff Hensley        |
| Innovative Motorsports        | Chevrolet Monte Carlo | 47 | Andy Santerre           | George DeBidart     | Kevin Caldwell      |
| Joe Gibbs Racing              | Pontiac Grand Prix    | 18 | Bobby Labonte           | Joe Gibbs           | Bryant Frazier      |
| Labonte Motorsports           | Chevrolet Monte Carlo | 44 | Terry Labonte           | Kimberly Labonte    | Eddie Lowery        |
| NorthStar Motorsports         | Chevrolet Monte Carlo | 89 | Jeff Fuller             | Meredith Ruark      | Leon Fox            |
| Parker Racing                 | Chevrolet Monte Carlo | 72 | Hermie Sadler           | Ron Parker          | Cal Northrup        |
| Petty Enterprises             | Chevrolet Monte Carlo | 45 | Adam Petty (Ú)          | Kyle Petty          | Lance Deiters       |
| PRW Racing                    | Ford Taurus           | 77 | Ed Berrier              | Tony Hall           | Jimmy Means         |
| Phil Parsons Racing           | Chevrolet Monte Carlo | 10 | Phil Parsons            | Marcia Parsons      | Doug Taylor         |
| Phoenix Racing                | Chevrolet Monte Carlo | 1  | Randy LaJoie            | James Finch         | Marc Reno           |
| Progressive Motorsports       | Chevrolet Monte Carlo | 32 | Jeff Green              | Greg Pollex         | Harold Holly        |
| Progressive Motorsports       | Chevrolet Monte Carlo | 57 | Jason Keller            | Steve DeSouza       | Steve Addington     |
| Reiser Enterprises            | Chevrolet Monte Carlo | 17 | Matt Kenseth            | Robbie Reiser       | Robbie Reiser       |
| Roush Racing                  | Ford Taurus           | 9  | Jeff Burton             | Jack Roush          | Tommy Morgan        |
| Roush Racing                  | Ford Taurus           | 60 | Mark Martin             | Jack Roush          | Tony Lambert        |
| Sadler Brothers Racing        | Chevrolet Monte Carlo | 95 | Bobby Hamilton, Jr. (Ú) | Earl Sadler         | Chick Sadler        |
| Spencer Motor Ventures        | Chevrolet Monte Carlo | 5  | Dick Trickle            | Jimmy Spencer       | Bryan Schaffer      |
| ST Motorsports                | Chevrolet Monte Carlo | 59 | Mike Dillon             | Tad Geschickter     | Steve Plattenberger |
| Team Amick                    | Chevrolet Monte Carlo | 35 | Lyndon Amick            | Bill Amick          | Buddy Barnes        |
| Team Rensi Motorsports        | Chevrolet Monte Carlo | 25 | Jeff Finley             | Ed Rensi            | David Ifft          |
| Team Yellow Racing            | Chevrolet Monte Carlo | 19 | Mike Skinner            | David Ridling       | C. R. Miller        |
| Washington-Erving Motorsports | Chevrolet Monte Carlo | 50 | Mark Green              | Joe Washington      | Darrell Bryant      |
| Xpress Motorsports            | Pontiac Grand Prix    | 61 | Derrike Cope            | Steve Coulter       | Dave Fuge           |

## A bajnokság végeredménye
1. Dale Earnhardt, Jr. - 4647
2. Jeff Green - 4367
3. Matt Kenseth - 4327
4. Todd Bodine - 4029
5. Elton Sawyer - 3891
6. Jeff Purvis - 3658
7. Dave Blaney - 3582
8. Jason Keller - 3537
9. Mike McLaughlin - 3478
10. Randy LaJoie - 3379
11. Dick Trickle - 3154
12. Tony Raines - 3142
13. Casey Atwood - 3134
14. Tim Fedewa - 2989
15. Phil Parsons - 2951
16. Mike Dillon - 2795
17. Kevin Grubb - 2607
18. Hank Parker Jr. - 2559
19. Bobby Hillin, Jr. - 2517
20. Adam Petty - 2471
21. Mark Green -  2419
22. Jeff Fuller - 2280
23. Kenny Wallace - 2167
24. Shane Hall - 2154
25. Jeff Burton - 2091
26. Mark Martin - 2048
27. David Green - 2010
28. Buckshot Jones - 1889
29. Michael Waltrip - 1762
30. Terry Labonte - 1761
31. Ed Berrier - 1705
32. Glenn Allen, Jr. - 1692
33. Joe Nemechek - 1485
34. Lyndon Amick - 1483
35. Kevin Lepage - 1476
36. Elliott Sadler - 1454
37. Hermie Sadler - 1449
38. Chuck Bown - 1370
39. Bobby Hamilton, Jr. - 1351
40. Brad Loney - 1306
41. Tony Roper - 1284
42. Ken Schrader - 1270
43. Jimmy Spencer - 1197
44. Mike Skinner - 1195
45. Wayne Grubb - 1187
46. Johnny Benson - 1173
47. Geoffrey Bodine - 1093
48. Stanton Barrett - 1074
49. Larry Pearson - 1032
50. Jeff Krogh - 960